# Stor-Rentjärnen
Stor-Rentjärnen är en sjö i Bjurholms kommun i Ångermanland och ingår i Lögdeälvens huvudavrinningsområde. Sjön har en area på 0,1 kvadratkilometer och ligger 319,3 meter över havet.

## Delavrinningsområde
Stor-Rentjärnen ingår i det delavrinningsområde (709385-163743) som SMHI kallar för Utloppet av Holmsjön. Medelhöjden är 334 meter över havet och ytan är 7,18 kvadratkilometer. Räknas de 3 avrinningsområdena uppströms in blir den ackumulerade arean 17,64 kvadratkilometer. Karlsbäcken som avvattnar avrinningsområdet har biflödesordning 2, vilket innebär att vattnet flödar genom totalt 2 vattendrag innan det når havet efter 84 kilometer. Avrinningsområdet består mestadels av skog (73 procent) och sankmarker (16 procent). Avrinningsområdet har 0,72 kvadratkilometer vattenytor vilket ger det en sjöprocent på 10,1 procent.